# Vùng kinh tế Tây Sibir

Vị trí của Vùng kinh tế Ural trên bản đồ Liên bang Nga.

Vùng kinh tế Tây Sibir (tiếng Nga: За́падно-Сиби́рский экономи́ческий райо́н; chuyển tự Latinh: Zapadno-Sibirsky ekonomichesky rayon) là một trong 12 vùng kinh tế của Liên bang Nga.
Vùng này rộng tới 1,818,500 km2, có 12,080,526 nhân khẩu (năm 2010). Đây là bể dầu và khí đốt của Nga và thế giới. Trung tâm lọc dầu lớn nhất của Nga ở Omsk. Ngoài ra, đây cũng là vùng khai thác than trong đó bể than Kuznetsk ở Kemerovo và Novokuznetsk. Các chủ thể liên bang ở Ural là nơi có ngành công nghiệp luyện kim, chế tạo máy và hóa chất phát triển. Vùng Tây Sibir cũng là nguồn cung cấp gỗ lớn cho Nga.
Vùng kinh tế Tây Sibir bao gồm các chủ thể liên bang sau đây:

Thuộc Vùng liên bang Sibir có:
- Altai Krai
- Cộng hòa Altai
- Tỉnh Kemerovo
- Tỉnh Novosibirsk
- Tỉnh Omsk
- Tỉnh Tomsk

Thuộc Vùng liên bang Ural có:
- Khu tự trị Khanty–Mansi
- Tỉnh Tyumen
- Khu tự trị Yamalo-Nenets